# Jelger van Feytsma
Jelger van Feytsma (overleden Deinum, 13 september 1620) was een Nederlands bestuurder.

## Biografie
Van Feytsma was een zoon van Hessel van Feytsma, jurist, en Luts van Mellema (†1580). Jelger was een telg uit de familie Van Feytsma. Jelger van Feytsma gold als een van de machtigste bestuurders van Friesland. In 1567 werd Jelger ingeschreven als student aan de universiteit van Heidelberg en in 1578 aan de universiteit van Leiden. Reeds in 1579 komt Van Feytsma voor als lid van Gedeputeerde Staten van Friesland. Hij werd in 1584/1585 met Hessel van Aysma naar Frankrijk en Engeland gezonden om daar de souvereiniteit van de Nederlanden op te dragen. In de periode 1588-1619 was Van Feytsma rentmeester van de domeinen van Friesland en raadsheer aan het Hof van Friesland. Enkel waren deze functies gesplitst en was hij enkel in naam raadsheer. In 1584 werd Van Feytsma benoemd tot grietman van Kollumerland en Nieuwkruisland. In deze grietenij was zijn oom Ofke van Mellema secretaris. Naast grietman was Van Feytsma ook dijkgraaf van Kollumerland. In 1587 deed hij afstand van deze positie om in datzelfde jaar grietman van het Bildt te worden. Hier volgde hij mede-rentmeester Boudewijn van Loo op, al benoemde Van Feytsma wel de kleinzoon van Van Loo, Gerrit, tot secretaris. Deze Gerrit van de zwager van Rembrandt. In de periode 1605-1620 trad van Feytsma op als curator van de universiteit van Franeker.
Van Feytsma kocht de Feytsmastate bij Hallum van zijn familie en via zijn moeder verkreeg hij de Mellemastate bij Oostrum. Ook behoorde de Sierdsmastate bij Deinum tot familiebezit. In zijn testamtent liet Jelger de states te Hallum en Oostrum na aan zijn zoon Hessel en de state te Deinum verviel aan zoon Bocke. Bocke had reeds bij zijn huwelijk in 1600 grond en geld gekregen van Jelger om de Feitsmastate nabij Kollum te stichten.
Van Feytsma werd begraven in de kerk van Deinum. Hier bevinden zich verder de grafzerken van zijn broers (Poppe en Ofcke), zijn ouders (Hessel van Feytsma en Luts van Mellema) en grootouders (Ruurd van Feytsma en Tyemck van Eminga).

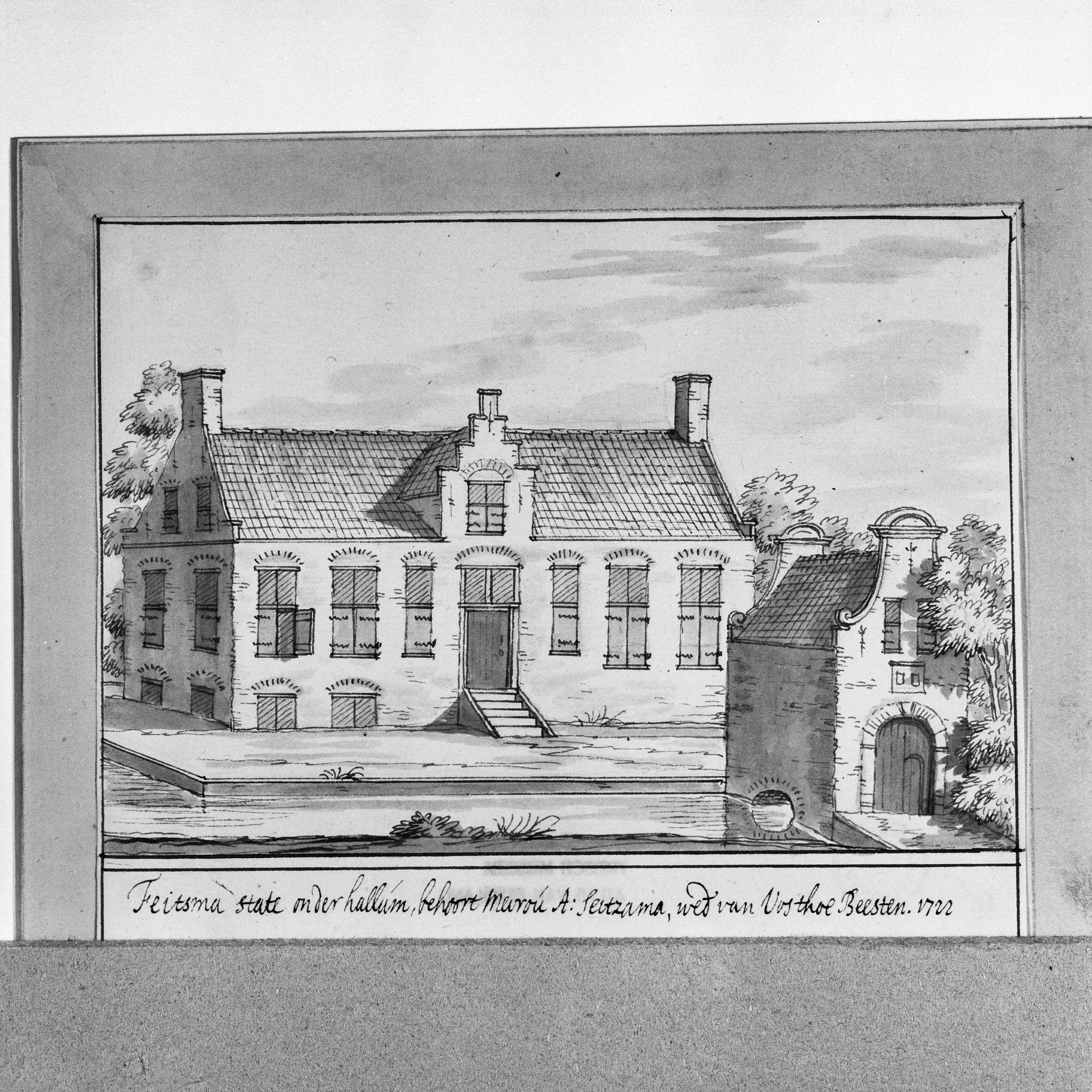
De Feytsma State te Hallum op een tekening van Jacobus Stellingwerf.
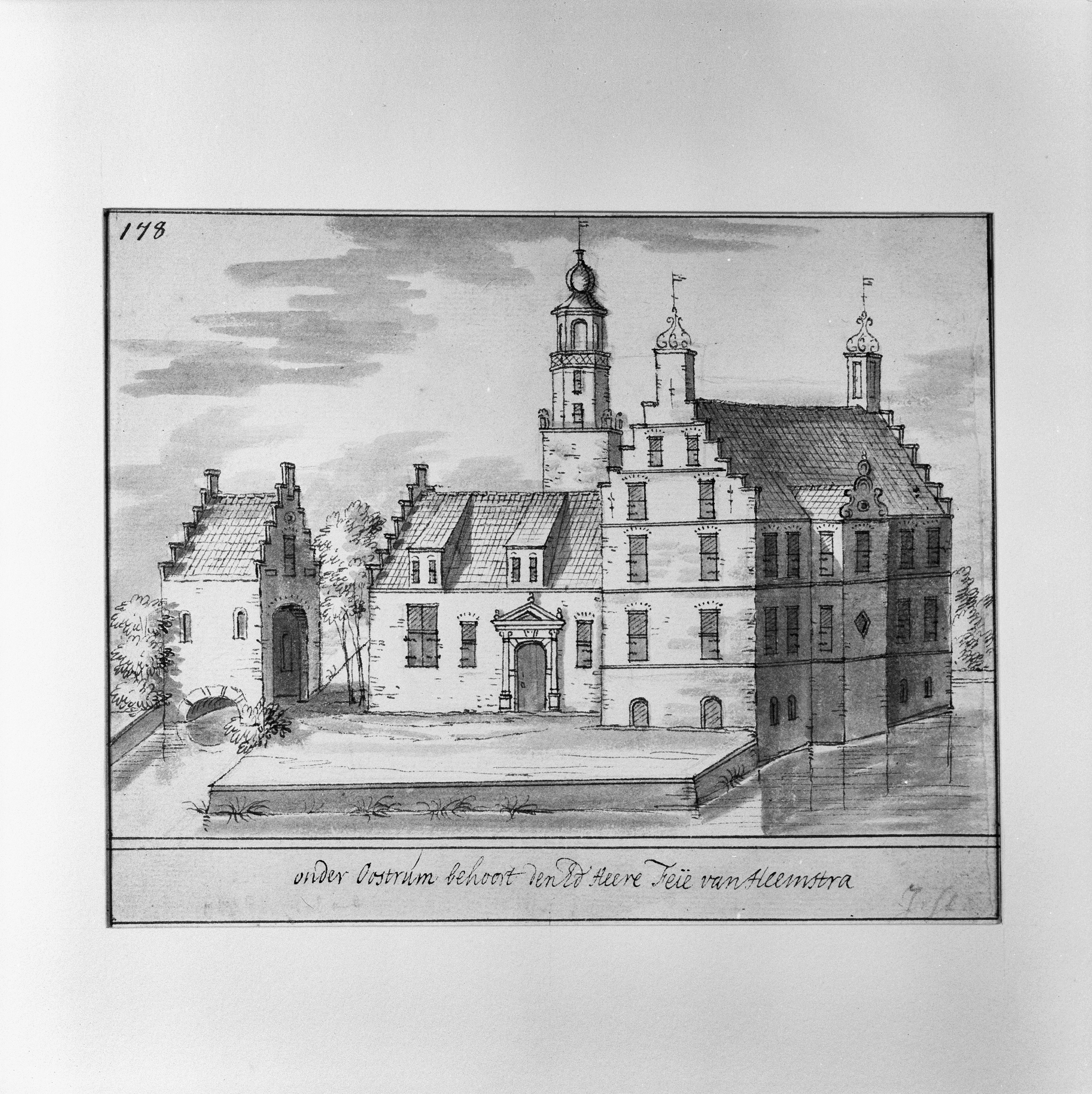
De Mellema State op een tekening van Jacobus Stellingwerf.
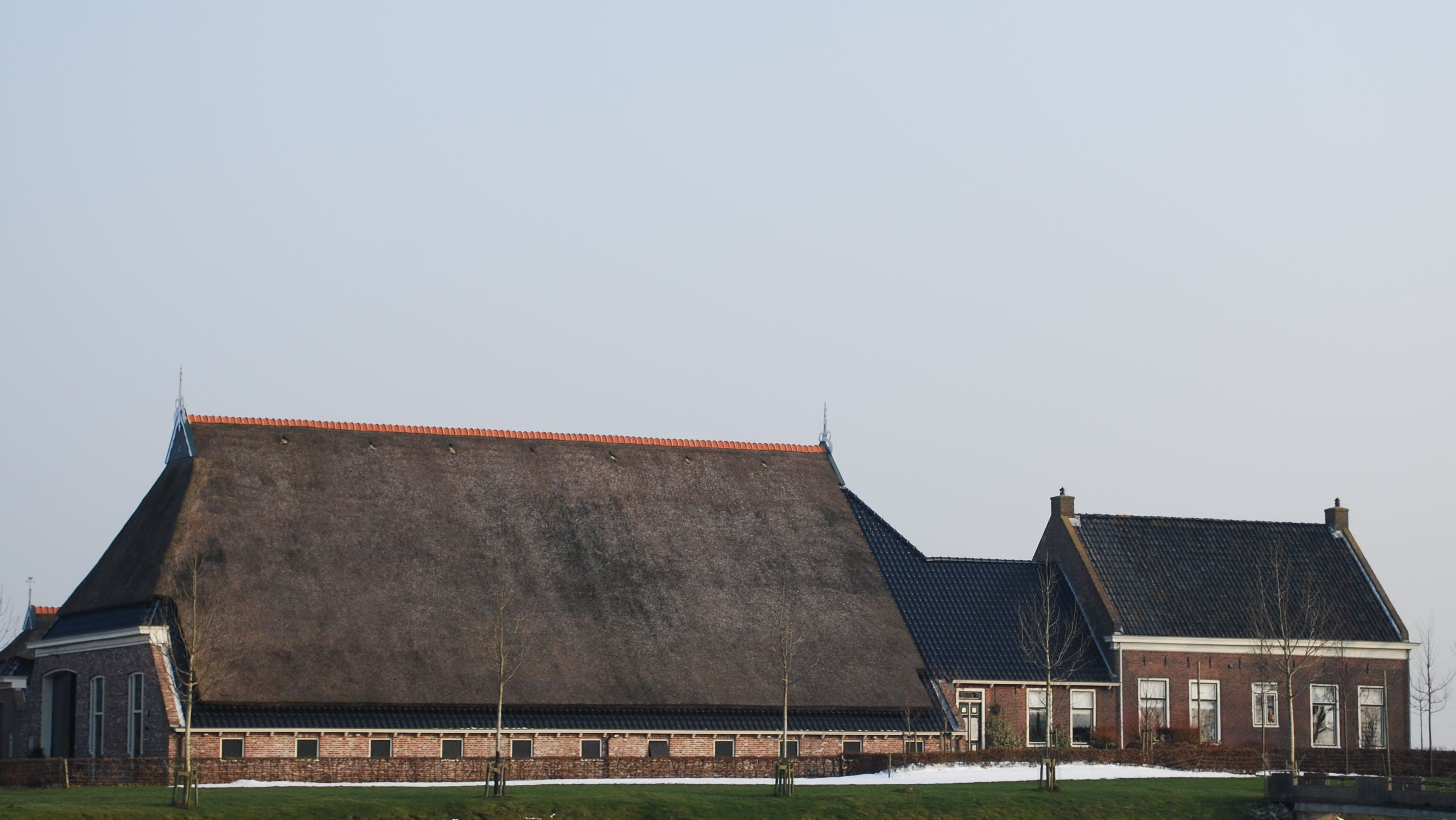
De Feitsmastate ten noorden van Kollum.
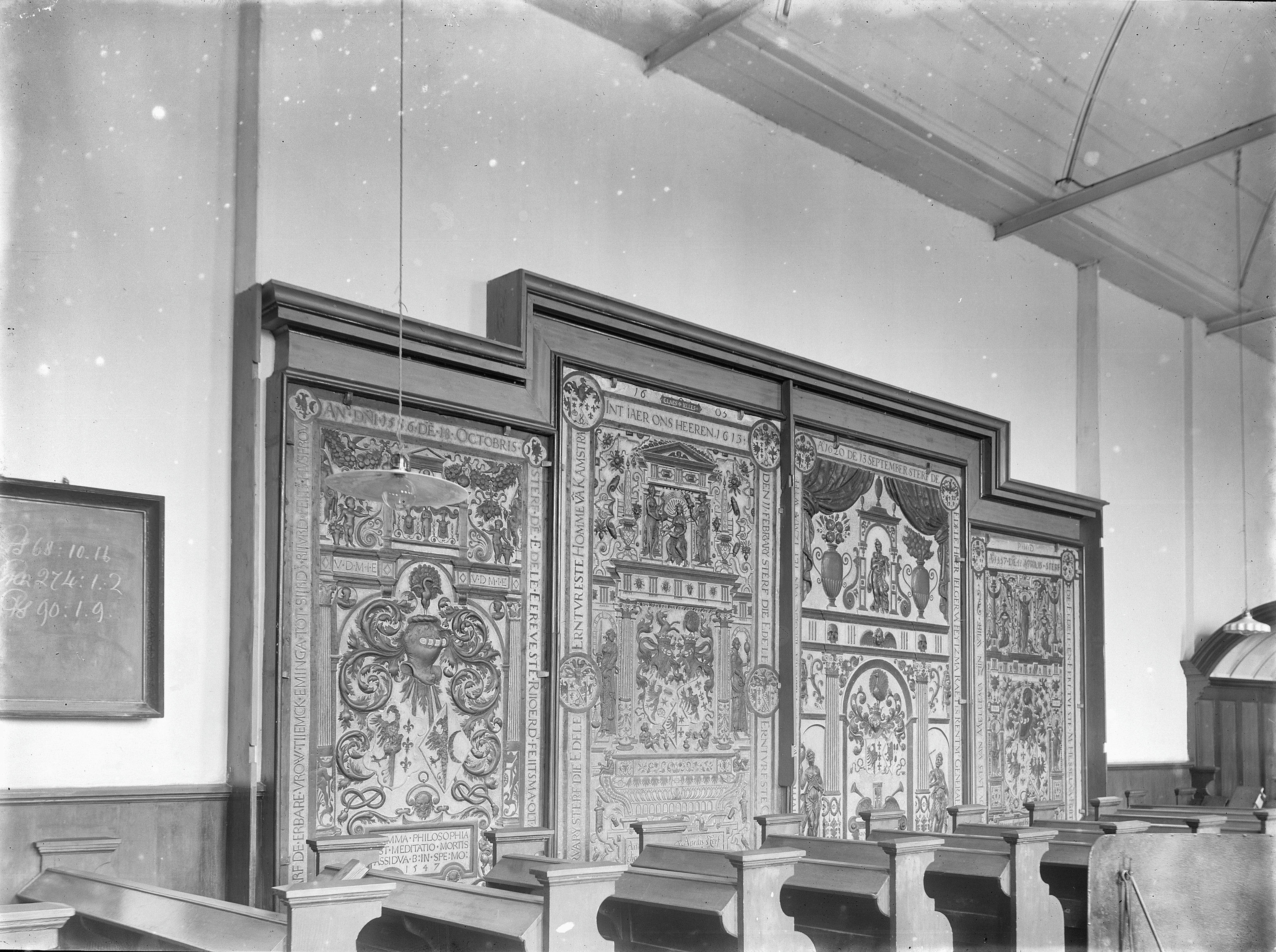
Grafzerken in Deinum: van links naar rechts Jelgers grootouders, Jelgers broer Ofcke, grafzerk van Jelger zelf en Jelgers ouders.

## Huwelijk en kinderen
Van Fetysma trouwde met Auck van Herema (†1613), dochter van Bocke van Herema en Wyts van Rennarda. Het echtpaar kreeg zes kinderen onder wie:
- Bocke van Feytsma (†1626), trouwde met Haring van Burmania, dochter van Upcke van Burmania en Rints van Roorda. Bocke was evenals zijn vader rentmeester van de domeinen van Friesland en hij was eveneens grietman van Kollumerland.
- Hessel van Feytsma (†>1613), trouwde met Frau van Douma, dochter van Erasmus van Douma en Ath van Burmania.

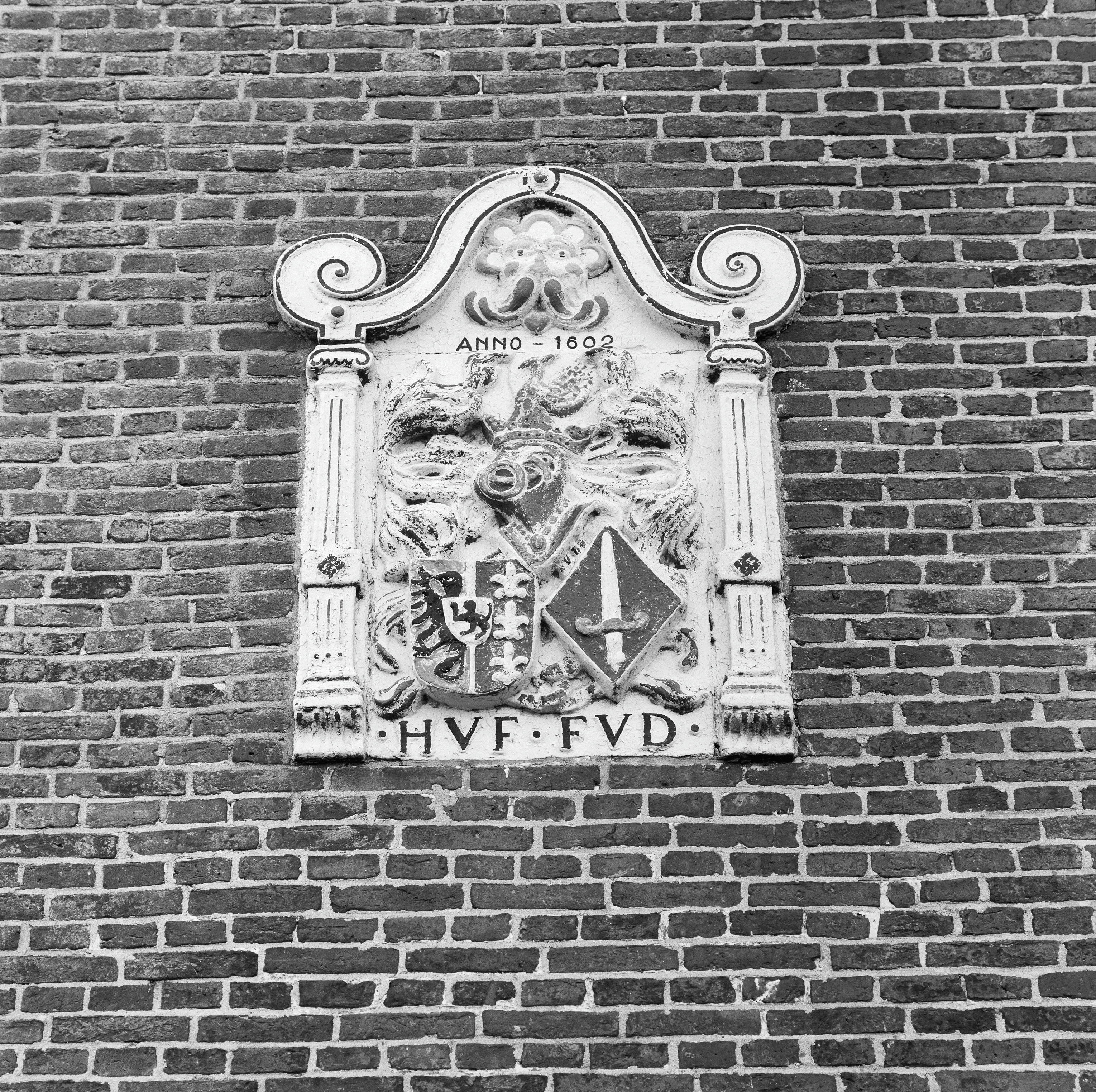
Gevelsteen in de boerderij Feitsmastate te Hallum met het alliantiewapen Van Feytsma-Van Douma.